# Angela Hanka
Angela Hanka foi uma patinadora artística austríaca. Ela conquistou uma medalha de prata em campeonatos mundiais em 1914.

## Principais resultados
| Campeonato Mundial | Medalha de prata |